# Brabham
Brabham (officieel Motor Racing Developments Ltd.) was een raceteam dat jarenlang meedeed met Formule 1-races. Het team werd opgericht door Jack Brabham en Ron Tauranac. Brabham was het enige Australische team ooit dat wereldkampioen Formule 1 werd en het laatste team in de Formule 1 waarvan de teammanager zelf wereldkampioen werd.

## Racehistorie

### Beginjaren: Jack Brabham en Ron Tauranac
Brabham werd opgericht in 1961. Oorspronkelijk was Jack Brabham zelf coureur, en was medeoprichter Tauranac verantwoordelijk voor het ontwerp van de auto's. Brabham, die al wereldkampioen was in 1959 en 1960, won in zijn eigen auto zijn derde wereldkampioenschap in 1966. Het was de eerste keer in de Formule 1 dat een coureur in zijn eigen auto wereldkampioen werd.

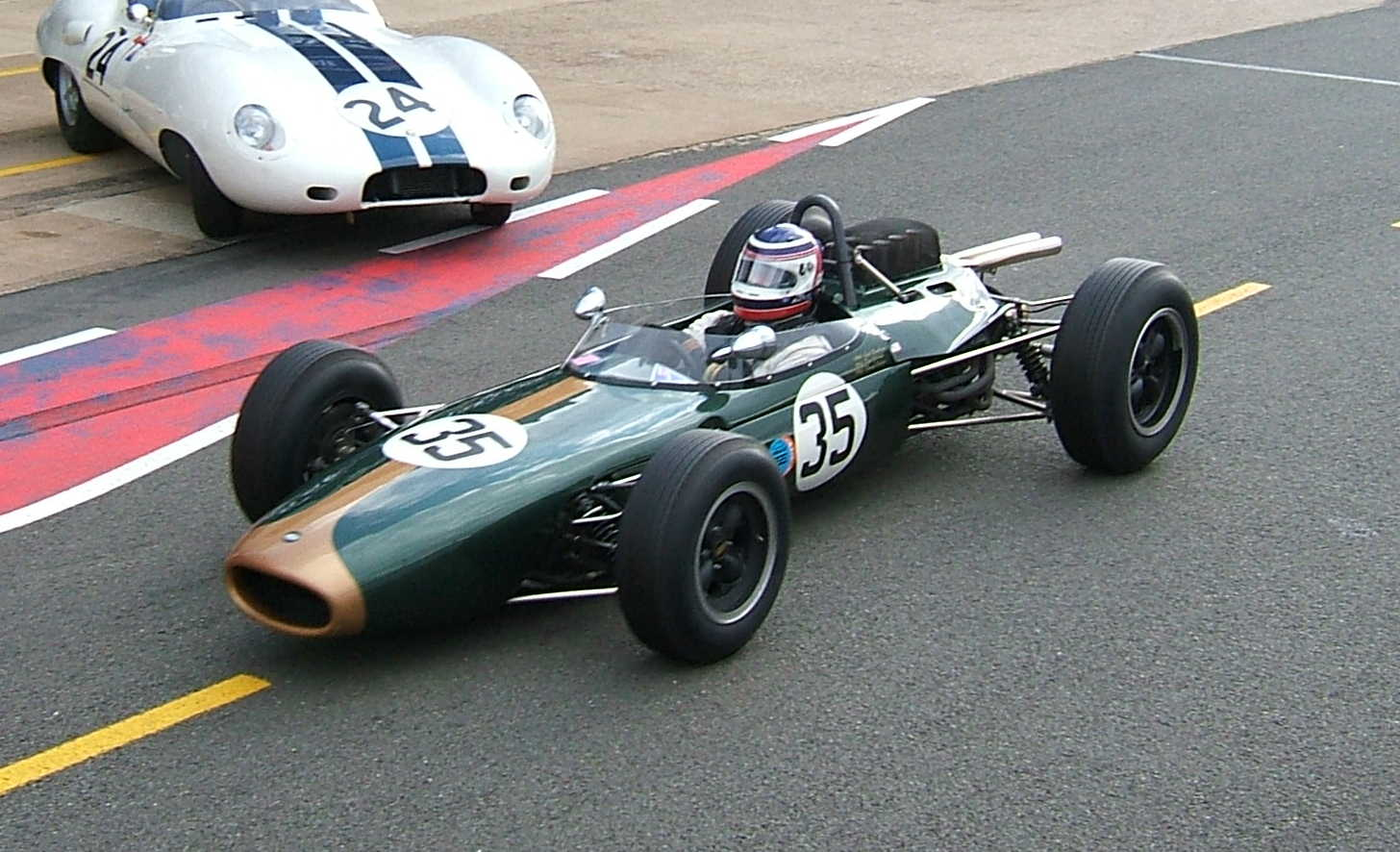
De Brabham BT11 (seizoen 1964-1965)

Een jaar later, in 1967, won het team Brabham haar tweede wereldtitel. Ditmaal werd de Nieuw-Zeelandse coureur Denny Hulme wereldkampioen, teamgenoot Jack Brabham eindigde als tweede, en de Engelsman Jim Clark werd derde met de Lotus. Denny Hulme tekende aan het einde van 1967 - na drie jaar Brabham - een contract bij Mclaren; het team trok vervolgens de Oostenrijker Jochen Rindt aan als teamgenoot van Brabham.
Het team eindigde teleurstellend als achtste met 10 punten in het kampioenschap voor teams in 1968, met als hoogtepunt een derde plaats tijdens de GP van Duitsland op de Nürburgring.
Eind 1968 verlaat Rindt het team en stapt over naar Lotus. De jonge Belg Jacky Ickx die van Ferrari overkomt tekent bij het team; hij eindigt als tweede in het kampioenschap van 1969, met 37 punten en twee overwinningen bij de GP's van Duitsland en Canada. Het team eindigt als tweede in het kampioenschap voor constructeurs met 51 punten, achter Matra met 66 punten en voor Lotus met 47 punten. Aan het einde van het seizoen 1969 verlaat Ickx het team en keert terug naar Ferrari. Het team trekt de Duitser Rolf Stommelen aan, die zijn Formule 1 debuut maakt. Stommelen wordt tot een van de beste Endurance coureurs van de jaren 60 en 70 gerekend.
Het Formule 1-seizoen van 1970 begint goed voor het team, met een overwinning voor Jack Brabham bij de GP van Zuid-Afrika op het snelle circuit van Kyalami. Als tweede eindigt oud teamgenoot Denny Hulme met de Mclaren, en derde wordt Jackie Stewart met de March. Uiteindelijk eindigt Brabham als vierde in het kampioenschap voor constructeurs met 35 punten achter March met 48 punten, Ferrari met 55 punten en Lotus met 59 punten. In het kampioenschap voor coureurs eindigt Jack Brabham zesde met 25 punten, Rolf Stommelen behaalt in zijn debuutjaar 10 punten. Stommelen behaalt bij de GP van Oostenrijk eenmaal de derde plaats; achter Regazzoni en Ickx, beiden in een Ferrari.
Aan het eind van 1970 maakt Jack Brabham bekend - na 15 jaar, 128 GP-starts, 14 gewonnen races en drie kampioenschappen, en een totaal van 261 punten - zijn Formule 1-carrière te beëindigen.

### Ron Tauranac
Jack Brabham verkocht in 1970 zijn aandeel in het team aan Ron Tauranac. Eind 1970 moest het team op zoek naar twee nieuwe coureurs, omdat Brabham gestopt was en Stommelen vertrok naar het Engelse team van coureur en teameigenaar John Surtees. De Engelsman Graham Hill, tweevoudig wereldkampioen in de Formule 1, kwam over van Lotus en tekende een contract voor twee jaar. De Australiër Tim Schenken stapte over van Frank Williams Racing Cars (waar hij, in 1970 bij de GP van Oostenrijk, zijn Formule 1-debuut maakte).

### Bernie Ecclestone
Het was een teleurstellend seizoen voor het team: een derde plaats was het hoogtepunt voor Schenken in de Formule 1 bij de Gp van Oostenrijk achter de Braziliaan Emerson Fittipaldi met de Lotus en winnaar de Zwitser Jo Siffert rijdend in een BRM. Tijdens het Formule 1 seizoen won het team één wedstrijd de BRDC International Trophy die op 8 mei 1971 werd gehouden op het circuit van Silverstone er deden ook tijdens de race F5000 klasse auto's aan mee, Graham Hill won met de Brabham BT34 voor landgenoot Peter Gethin in de Mclaren en teamgenoot Tim Schenken. In totaal haalde het team met de Brabham BT33 en BT34 maar 5 punten en eindigde als negende in het Formule 1 kampioenschap voor teams. Aan het einde van 1972 vertrok Schenken bij het team en de jonge Argentijn Carlos Reutemann aan die zijn debuut maakten in de Formule 1. Ron Tauranac verkocht zijn aandeel in 1972 aan de Engelsman Bernie Ecclestone. Ecclestone trok een jonge Zuid-Afrikaan, Gordon Murray, aan als hoofdontwerper.

### Alfa Romeo en de 'fan car'

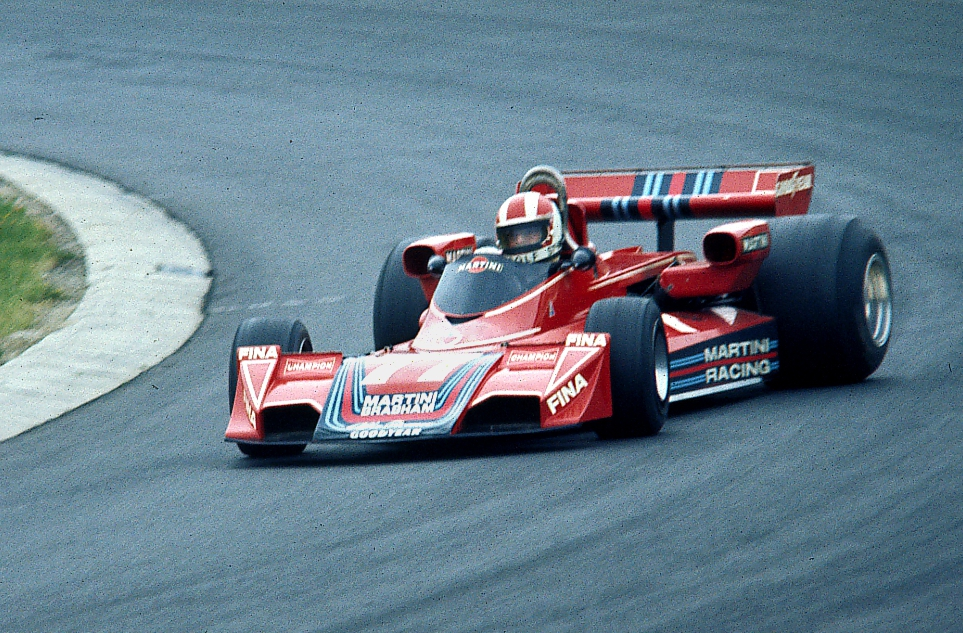
De Brabham-Alfa Romeo BT45 uit 1976

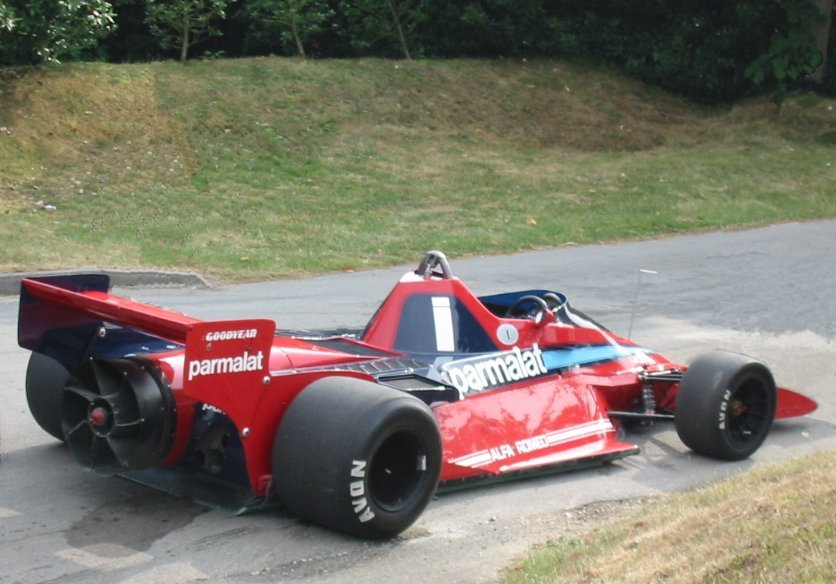
De technische unieke Brabham-Alfa Romeo BT46 uit 1978

In de periode 1976-1979 maakte Brabham gebruik van de 12-cilinderboxermotoren van Alfa Romeo. Deze motoren werden gebruikt in de Brabham BT45, BT46, BT48 en de BT49. Uniek was de door Gordon Murray ontworpen BT46 'fan car' die door middel van een ventilator gigantische hoeveelheden downforce creëerde. Het grote voordeel van dit zogenaamde 'grondeffect' was dat de hoeveelheid downforce bij iedere snelheid even groot was. De concurrentie werd verpletterd door deze noviteit. Met Niki Lauda achter het stuur won de BT46 haar eerste twee races alvorens deze verbannen werd.  
Begin jaren 80 volgde een nieuwe bloeiperiode van Brabham, toen Nelson Piquet sr. twee van zijn drie kampioenschappen won in een Brabham (1981 en 1983). In 1986 bereikte het team een dieptepunt toen Elio de Angelis op het Franse circuit Paul Ricard ondersteboven achter de vangrails terechtkwam tijdens testritten. De Brabham BT55 vatte onmiddellijk vlam en de Angelis stierf de volgende dag in het ziekenhuis. In 1992 debuteerde de latere wereldkampioen Damon Hill bij Brabham, kort voordat het team de Formule 1 verliet.
Ook de jongste zoon van Jack Brabham, David Brabham, racete korte tijd voor het Brabhamteam.
Begin juni 2009 kondigde Franz Hilmer aan dat Brabham Racing zich heeft ingeschreven voor het seizoen 2010. Hilmer is de eigenaar van de merknaam Brabham en kocht de fabriek van het failliet gegane Super Aguri.

## Brabham 164 "procar"

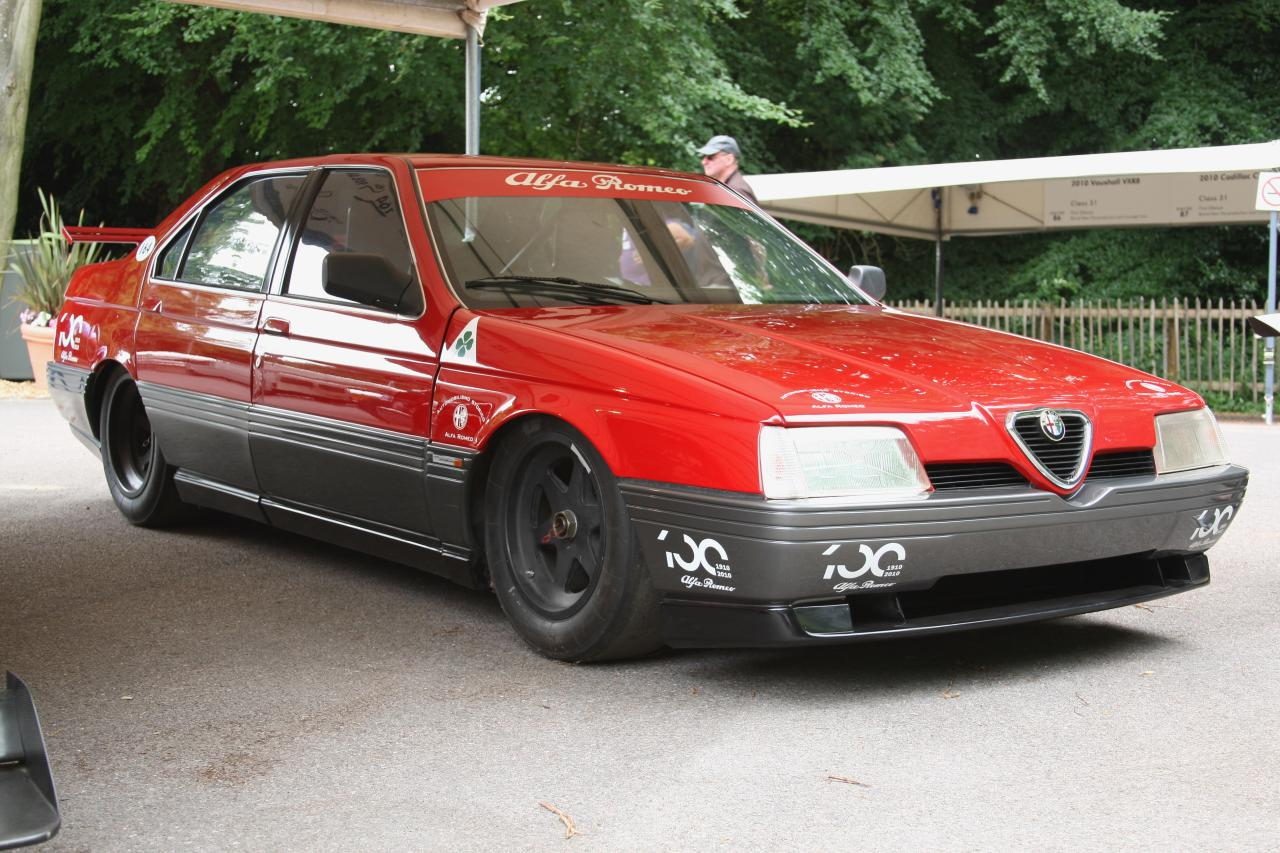
De Brabham BT57-Alfa 164 "procar"

In 1988 verkocht Bernie Ecclestone enkele componenten van zijn eigen renstal Brabham aan Alfa Romeo. Brabham nam dat seizoen geen deel aan de formule 1, en dus zag Alfa de mogelijkheid om een zogenaamde procar te ontwikkelen: een onderhuidse race-auto verscholen onder de carrosserie van een alledaagse sedan: de Alfa 164. Deze procar kreeg een 3,5L V10 als middenmotor die 620pk (bij 13300 toeren/minuut) en 380Nm (bij 9500 toeren/minuut) produceerde. Doordat deze 164 slechts 750kg weegt was een topsnelheid van 340km/h mogelijk en kon de kwartmijl (400m) afgelegd worden in slechts 9,7 seconden. De sprint naar 100km/h legde de 164 af in iets minder dan 2 seconden. Van deze 164 procar is slechts 1 protoype gebouwd.

## Boek
- The Jack Brabham Story - Jack Brabham, Doug Nye - Motorbooks International, 2004 - ISBN 0-7603-1590-6